# La vida me mata
La vida me mata es una película chilena del 2007. Dirigida por Sebastián Silva y protagonizada por Gabriel Díaz, Diego Muñoz, Amparo Noguera, Claudia Celedón y Alejandro Sieveking. 

## Sinopsis
Gaspar es un depresivo camarógrafo que no ha podido superar la temprana muerte de su hermano mayor. Todo su entorno lo hace encerrarse cada vez más en sí mismo y alimentar su melancolía: desde el ridículo y pretencioso cortometraje experimental en el que está colaborando al servicio de una egocéntrica actriz, hasta su hogar, en el que sólo Margarita, su hermana enfermera, intenta sacar adelante a la familia. Cuando Gaspar ya está pensando seriamente en el suicidio conoce a Álvaro, un joven excéntrico, desprejuiciado e infantil, cuyo tema favorito es la muerte y en el cual el camarógrafo cree encontrar a la reencarnación de su hermano.

## Elenco
- Gabriel Díaz
- Diego Muñoz
- Amparo Noguera
- Claudia Celedón
- Alejandro Sieveking
- Benjamin Fernández
- Isidora Quer como Sofía
- Bélgica Castro
- Catalina Saavedra
- Ramón Llao
- Luz Valdivieso
- Maricarmen Arrigorriaga
- Marcial Tagle
- Pedro Piedra

## Premios
- Festival Internacional de Cine de Valdivia (14.ª edición) - Película: Mención Especial.
- SANFIC (3º edición) - Películas latinoamericanas: Mención especial de actuación.
- SANFIC (3º edición) - Películas latinoamericanas: Premio del Público.

- Datos: Q11129281